# Bringin (Wajak)
Bringin is een bestuurslaag in het regentschap Malang van de provincie Oost-Java, Indonesië. Bringin telt 5323 inwoners (volkstelling 2010).